# Villepinte (Aude)
Villepinte település Franciaországban, Aude megyében. Lakosainak száma 1252 fő (2022. január 1.). Villepinte Bram, Carlipa, Lasbordes, Pexiora, Saint-Martin-le-Vieil, Villasavary és Villespy községekkel határos.

## Népesség
A település népessége az elmúlt években az alábbi módon változott:
| Lakosok száma | 771  | 916  | 1017 | 1212 | 1267 | 1309 | 1303 | 1276 | 1260 | 1252 |
|               | 1968 | 1982 | 1990 | 2006 | 2013 | 2015 | 2017 | 2019 | 2020 | 2022 |